# 河相三郎
河相 三郎（かわい さぶろう、1859年6月28日（安政6年5月28日） - 1942年（昭和17年）1月18日）は、日本の政治家。衆議院議員（1期）。

## 経歴
広島県出身。千田村会議員、深安郡会議員、福山市会議員、同議長となる。福山製糸会社、福山入江浚疏会社、両備軽便鉄道(株)各社長、備後鞆鉄道(株)、福山銀行各取締役、福山紡績(株)監査役となる。
1920年の第14回衆議院議員総選挙において広島4区から無所属で立候補して当選する。のち立憲政友会に入り、衆議院議員を1期務め、1924年の第15回衆議院議員総選挙には立候補しなかった。1942年に死去した。